# Stupari (Federacja Bośni i Hercegowiny)
Stupari – wieś w Bośni i Hercegowinie, w Federacji Bośni i Hercegowiny, w kantonie tuzlańskim, w gminie Lukavac. W 2013 roku liczyła 178 mieszkańców, z czego większość stanowili Serbowie.